# Diego Guastavino
Diego Guastavino (Montevideo, 26 de julio de 1984) es un futbolista uruguayo. Juega como mediocentro ofensivo y su equipo actual es el Club Atlético Progreso de la Primera División de Uruguay.

## Trayectoria
Su primer club fue Sud América, donde debutó en el año 2002.

### Deportivo Maldonado
Luego de 2 años jugando la Segunda División de Uruguay, se marcha al Deportivo Maldonado para jugar la Primera División de Uruguay. Aquel año descendió de categoría tras una mala temporada.

### AC Lugano
Emigró al fútbol suizo para jugar en el Lugano, jugando así la Challenge League. Compartiendo el equipo con su compatriota Diego Perrone y Christian Callejas.

### River Plate
Volvió a su país para jugar en River Plate para jugar el Torneo Clausura 2007 donde comparte el equipo con el internacional colombiano Carlos Sánchez.

### Deportivo Maldonado
Vuelve nuevamente al Deportivo Maldonado para jugar la Segunda División de Uruguay.

### Lyn Oslo
En marzo de 2008 fichó por el Lyn noruego, fue presentado con el número 11. Personalmente le fue bien, pero colectivamente le fue mal ya que estuvo a punto de descender de categoría, salvándose en las últimas fechas.

### Brann
Debido a sus buenas actuaciones en el fútbol noruego a mediados del 2009 se iría al Brann también de Noruega. Compartió el equipo con su compatriota Nicolás Mezquida. Debido a sus grandes actuaciones y su desenvolvimiento al encarar, le apodaron como el "Messi Noruego".

### Querétaro
En 2012 jugó por el Querétaro de México para toda la temporada. El club tenía una grave crisis, tanto institucional y deportiva.

### Universitario de Deportes
El 27 de diciembre de 2012 se oficializó su traspaso al club Universitario de Deportes de Perú. Su debut con el equipo crema se produjo el 9 de febrero de 2013 en el triunfo por 1-0 ante la Universidad César Vallejo. Luego tuvo una lesión que lo alejó varias fechas para reaparecer y anotar su primer gol el 12 de mayo ante José Gálvez en el triunfo de su equipo por 3-1. A partir de esa fecha se convertiría en uno de los jugadores más importantes del plantel crema durante toda la temporada, anotando goles importantes como en los play-off de ese año. El 18 de diciembre de 2013 se coronó campeón del fútbol peruano al ganar por tanda de penales ante Real Garcilaso, logrando así su primer título como profesional. Según el mismo jugador el 2013 fue su mejor año como futbolista.

### Querétaro
Luego de lograr el campeonato nacional con los cremas, se intentó renovar pero el club Querétaro decidió retenerlo para jugar la temporada 2014. Su debut en el cuadro mexicano fue el 16 de enero ante el Celaya por la Copa Mx donde marco un doblete en el triunfo de su equipo por tres a uno. A mediados del 2014 se dio su salida del equipo luego de la llegada de Ronaldinho al equipo, debido a las plazas de extranjeros tuvo que salir del equipo.

### Universidad de Concepción
Llegó para el Torneo Clausura 2015 para jugar la Universidad de Concepción. Jugó al lado de Waldo Ponce.

### Universitario de Deportes
Luego de tantas idas y vueltas, finalmente regresa a Universitario de Deportes para jugar el Campeonato Descentralizado 2016 y Copa Sudamericana 2016 , en el cual quedó 3.er lugar y fue eliminado por Emelec en primera fase eliminatoria respectivamente. Debutó contra Ayacucho FC donde Guasta anotó un triplete en un encuentro que terminó 5 a 2 a favor de los cremas.

### Santa Fe
En junio de 2018 es anunciado por Santa Fe de Colombia, donde disputó la Copa Sudamericana 2018, llegando a semifinales y siendo muy importante durante este semestre con el equipo cardenal. En total jugó 25 partidos y marcó 6 goles.

### Carlos A. Mannucci
El 24 de diciembre de 2019 se hace oficial su regreso al Perú, al club Carlos A. Mannucci de la ciudad de Trujillo.

## Clubes
| Club                      | País     | Año         |
| ------------------------- | -------- | ----------- |
| Sud América               | Uruguay  | 2002 - 2003 |
| Deportivo Maldonado       | Uruguay  | 2004        |
| Lugano                    | Suiza    | 2005 - 2006 |
| River Plate               | Uruguay  | 2007        |
| Deportivo Maldonado       | Uruguay  | 2007        |
| Lyn Oslo                  | Noruega  | 2008 - 2009 |
| Brann                     | Noruega  | 2009 - 2011 |
| Querétaro                 | México   | 2012        |
| Universitario             | Perú     | 2013        |
| Querétaro                 | México   | 2014        |
| Universidad de Concepción | Chile    | 2015        |
| Universitario             | Perú     | 2016 - 2017 |
| Liverpool                 | Uruguay  | 2018        |
| Santa Fe                  | Colombia | 2018        |
| Liverpool                 | Uruguay  | 2019        |
| Carlos A. Mannucci        | Perú     | 2020        |
| Atenas de San Carlos      | Uruguay  | 2021 -      |
| Atlético Progreso         | Uruguay  | 2021 - 2023 |

## Palmarés

### Torneos cortos
| Título          | Club          | País | Año  |
| --------------- | ------------- | ---- | ---- |
| Torneo Apertura | Universitario | Perú | 2016 |

### Campeonatos nacionales
| Título                    | Club                      | País    | Año  |
| ------------------------- | ------------------------- | ------- | ---- |
| Primera División del Perú | Universitario             | Perú    | 2013 |
| Copa Chile                | Universidad de Concepción | Chile   | 2015 |
| Torneo Intermedio         | Liverpool                 | Uruguay | 2019 |

|Club Atlético Progreso
| Uruguay
|Campeón torneo Competencia 2023
|Torneo segunda División
|Ascenso a primera división de Uruguay

### Distinciones individuales
| Distinción                                                                                            | Año  |
| --- | ---- |
| Incluido en el equipo ideal del Campeonato Descentralizado según el portal periodístico DeChalaca.com | 2013 |